# Maurice Lugeon
Maurice Lugeon (Poissy, perto de Paris,  10 de julho de 1870 — Lausanne, 23 de outubro de 1953) foi um geólogo suíço. Foi o primeiro a descrever uma interpretação detalhada dos Alpes.
Com seis anos de idade foi para Lausanne, na Suíça. Graduou-se na Universidade de Lausanne em 1893, onde se tornou professor de geologia a partir de 1898. Foi aluno de Eugène Renevier (1831-1906).
Foi membro da  Academia das Ciências de Paris e da Royal Society de Londres, laureado com o Prémio Prestwich pela Société Géologique de France (SGF) em 1906, com a medalha Wollaston pela Sociedade Geológica de Londres em 1938 e com a Medalha Gustav Steinmann em 1949 pela Sociedade Geológica da Alemanha.
A unidade de medida da permeabilidade da água através de maciços rochosos denominada "lugeon" (Lu)  foi denominada em sua homenagem.

## Obras
- "Barrages et géologie" 1932